# Myitynge
Myitnge o Doktawaddy és un riu de Birmània (Myanmar), un dels principals afluents del riu Irauadi. Neix a 23° 18′ N, 98° 23′ E / 23.300°N,98.383°E a l'Estat Shan (antic estat de Hsenwi del Nord) on és conegut com a Nam Tu. Corre en direcció sud-oest i surt de l'estat entrant a la divisió de Mandalay desaiguant a l'Irauadi a uns 20 km al sud de Mandalay a l'altre costat de la ciutat de Sagaing. Té un curs total de 210 km. El seu afluent principal és el Nam Ma que se li uneix a l'est de la ciutat de Hsipaw.